# Megaselia confirmata
Megaselia confirmata är en tvåvingeart som beskrevs av Borgmeier 1962. Megaselia confirmata ingår i släktet Megaselia och familjen puckelflugor. Inga underarter finns listade i Catalogue of Life.